# Hammer Series
De Hammer Series is een meerdaagse wielerwedstrijd waarin wielerploegen tegen elkaar strijden in plaats van individuele wielrenners.

## Format
De Hammer Series is een driedaagse wedstrijd waarbij, in tegenstelling tot wat gebruikelijk is in de wielersport, geen individuele renner wint, maar een wielerploeg. De organisator spreekt niet van drie "etappes", maar van de Hammer Climb (voor de klimkoers op dag 1), de Hammer Sprint (voor de sprintkoers op dag 2) en de Hammer Chase (voor de achtervolgingskoers op dag 3). De puntentelling hier vermeld is niet meer van toepassing op de nieuwste edities. De uiteindelijk winnaar wordt bepaald door de ploeg die als eerste de finish bereikt bij de achtervolgingskoers, nadat het klassement (op basis van de dagrangschikkingen) en de bonusseconden op dag 1 en 2 de startvolgorde en tijdsachterstanden hebben bepaald. Teams konden maximaal 7 renners selecteren, maar per onderdeel mochten er maar 5 starten. Het was toegestaan om voor elk onderdeel een ander team samen te stellen uit de 7 geselecteerde renners.

### Puntentelling
In de klimkoers op dag 1 en in de sprintkoers op dag 2 zijn er elke ronde op de finishlijn punten te verdienen voor de eerste tien renners die doorkomen. De punten die de renners scoren worden bij het puntentotaal van het team opgeteld. De renners scoren dus niet individueel punten. Er is echter een voorwaarde voor de renner om de punten te kunnen scoren. De renner die punten scoort, moet de koers ook uitrijden. Als een renner valt en daardoor gedwongen is de koers te verlaten, óf als een renner gedubbeld wordt en daardoor de koers moet verlaten, óf als een renner vroegtijdig besluit uit te stappen, dan verliest de ploeg de punten. De puntentelling verloopt volgens onderstaande tabel.
| Positie | 1    | 2   | 3   | 4   | 5   | 6   | 7   | 8   | 9   | 10  |
| Punten  | 10,0 | 8,1 | 6,6 | 5,3 | 4,3 | 3,5 | 2,8 | 2,3 | 1,9 | 1,5 |

In sommige ronden zijn dubbele punten te verdienen.

### Bonusseconden
De punten worden per koers verdiend. Oftewel het behaalde puntentotaal in dag 1 telt niet mee voor het puntentotaal in dag 2. Voor beide dagen wordt een apart klassement opgemaakt. De tien best presterende ploegen verdienen bonusseconden voor de achtervolgingskoers op dag 3. De bonusseconden worden volgens onderstaande tabel vergeven.
| Positie       | 1      | 2      | 3      | 4     | 5     | 6     | 7     | 8     | 9     | 10    |
| Bonusseconden | + 15,0 | + 12,0 | + 10,0 | + 8,0 | + 6,0 | + 5,0 | + 4,0 | + 3,0 | + 2,0 | + 1,0 |

### Achtervolgingskoers
De achtervolgingskoers heeft zowel iets weg van een rit in lijn als een ploegentijdrit. Ploegen van vijf renners starten, zoals gebruikelijk, op verschillende momenten. Het eindklassement wordt echter opgemaakt naar de absolute finishvolgorde van de vierde renner van elk team. Voor het eindklassement is de tijd die de ploegen doen over de achtervolgingskoers dus niet van belang. Het snelste team hoeft dus niet de eindwinnaar te zijn.
De startvolgorde wordt bepaald door de dagrangschikkingen van dag 1 en 2 bij elkaar op te tellen, waarbij het team met de laagste som als eerste start en dus de beste uitgangspositie voor de eindwinst heeft. Een team dat op dag 1 als eerste eindigde en op dag 2 als vijfde (totaal 6) start dus na een team dat één keer tweede en één keer derde werd (totaal 5). De behaalde punten van eerdere dagen zijn alleen van belang voor de daguitslag en als tiebreaker. Tussen de start van het eerste team en het tweede zit 30 seconden, plus het verschil in bonusseconden tussen die twee teams. Als het eerste team bijvoorbeeld dus 5 seconden meer bonus heeft gehaald dan het tweede, zit er 35 seconden tussen beide starts. Tussen het tweede en het derde zit 25 seconden (plus verschillen in bonusseconden), het derde en het vierde 20 seconden (plus verschillen in bonusseconden) en vanaf het vijfde team zitten er steeds 15 seconden (plus verschillen in bonusseconden) tussen de teams. Er wordt echter gestart in twee groepen. In groep I strijden de nummers één tot en met acht voor de overwinning, terwijl in groep II de nummers negen tot en met zestien strijden voor de negende plaats.
De uiteindelijke finishvolgorde is ook het eindklassement.

## Edities & Podia
| Editie             | Locatie              | Goud                  | Zilver            | Brons              |
| ------------------ | -------------------- | --------------------- | ----------------- | ------------------ |
| Hammer Series 2017 | Limburg, Nederland   | Team Sky              | Team Sunweb       | Orica-Scott        |
| Hammer Series 2018 | Stavanger, Noorwegen | Mitchelton-Scott      | Team Sunweb       | BMC Racing Team    |
| Hammer Series 2018 | Limburg, Nederland   | Quick-Step Floors     | Mitchelton-Scott  | Team LottoNL-Jumbo |
| Hammer Series 2018 | Hong Kong, China     | Mitchelton-Scott      | Quick-Step Floors | BORA-hansgrohe     |
| Hammer Series 2019 | Stavanger, Noorwegen | Team Jumbo-Visma      | Team Sunweb       | Mitchelton-Scott   |
| Hammer Series 2019 | Limburg, Nederland   | Deceuninck–Quick-Step | Team Jumbo-Visma  | BORA-hansgrohe     |
| Hammer Series 2019 | Hong Kong, China     |                       |                   |                    |

### Hammer Series 2017
De eerste editie van de Hammer Series, Hammer Sportzone Limburg, werd van 2 juni tot en met 4 juni 2017 gehouden in de Nederlandse provincie Limburg. De wedstrijd maakte deel uit van de UCI Europe Tour 2017 in de categorie 2.1. Deze editie werd in de eindsprint tijdens de achtervolgingskoers door Team Sky gewonnen. Team Sunweb werd op een seconde tweede. Orica-Scott won de sprint om de derde plaats van vijf andere ploegen.

### Hammer Series 2018
De tweede editie van de Hammer Series vindt op verschillende data en locaties plaats. De eerste race werd van 25 mei tot en met 27 mei 2018 gehouden in de Noorse stad Stavanger en gewonnen door het Australische Mitchelton-Scott. De tweede race vond plaats in Limburg en duurde van 1 juni tot 3 juni en werd gewonnen door Quick-Step Floors. De laatste race vond plaats in Hong Kong op 14 oktober en werd eveneens gewonnen door Mitchelton-Scott.
2017 · 2018